# Ида Саксен-Мейнингенская
Ида Саксен-Мейнингенская (нем. Ida von Sachsen-Meiningen, 25 июня 1794, Майнинген, Франконский имперский округ — 4 апреля 1852, Веймар, Германский союз) — принцесса Саксен-Мейнингенская, дочь герцога Саксен-Мейнингенского Георга I и его супруги Луизы Элеоноры, в замужестве — принцесса Саксен-Веймар-Эйзенахская, супруга принца Карла Бернхарда.

## Биография
Ида родилась 25 июня 1794 года в Мейнингене. Она была вторым ребёнком и второй дочерью в семье герцога Саксен-Мейнингенского Георга I и его жены Луизы Элеоноры Гогенлоэ-Лангенбуркской. Девочка имела старшую сестру Аделаиду (в замужестве — королева Великобритании), через несколько лет родился младший брат Бернгард.
Отец умер, когда девочке было девять. Регентом страны стала её мать.
В возрасте 21 года Ида вышла замуж за принца Саксен-Веймар-Эйзенахского Карл Бернхарда. Свадьба состоялась в Мейнингене 30 мая 1816 года на 24-й день рождения жениха. У супругов родилось восемь детей:
- Луиза (1817—1832) — скончалась в возрасте 15 лет бездетной;
- Вильгельм (1819—1839) — ушёл из жизни в возрасте 19 лет бездетным и неженатым;
- Амалия (1822) — умерла младенцем;
- Эдвард (1823—1902) — британский фельдмаршал, провёл почти всю жизнь в Великобритании, женился морганатическим браком на леди Августе Гордон-Леннокс, детей не имел;
- Герман (1825—1901) — вюртембергский генерал-майор, был женат на Августе Вюртемберской, имел шестеро детей;
- Густав (1827—1892) — морганатически женился на Пьерине Мароччиа, детей нет;
- Анна (1828—1864) — умерла в возрасте 35 лет незамужней и бездетной;
- Амалия (1830—1872) — жена принца Генриха Нидерландского, детей не имела.

Карл Бернхард, в чине генерала, служил в Нидерландах. Ида последовала за ним и последующие годы жила в различных гарнизонных городах. Лето она обычно проводила в родительском владении, в замке Альтенштайн, находящегося в Тюрингенском лесу.
Благодаря своей благотворительной деятельности была очень популярна среди народа.
Умерла Ида в возрасте 57 лет от пневмонии. Последними её словами были: «Надеюсь, этой ночью я буду спать хорошо». Похоронена в склепе княжеского рода в Веймаре, на историческом кладбище города.